# Stigghiola

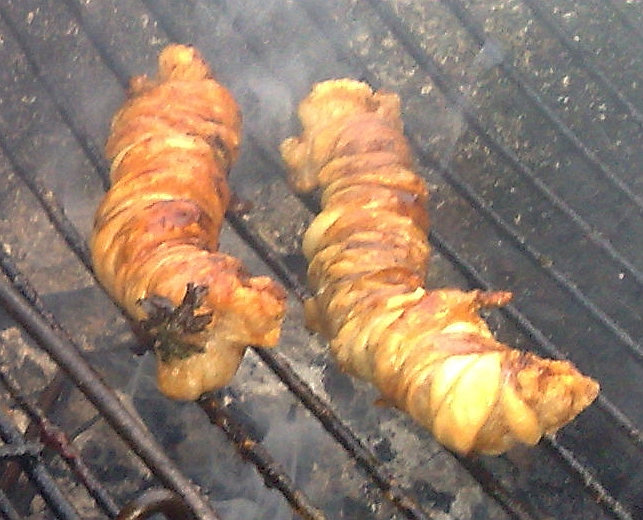
Zwei Stigghiole auf dem Grill

Stigghiola (Plural: Stigghiole auf Italienisch oder Stigghioli auf Sizilianisch, auch Stigghiuola) ist eine Spezialität der sizilianischen Küche, aus gegrillten Lammdärmen, die um einen Bund aus Lauch, Petersilie, Zwiebeln und Kräutern gewickelt sind.